# بريدن سميث
بريدن سميث (بالإنجليزية: Braden Smith)‏ هو لاعب كرة قدم أمريكية أمريكي، ولد في 25 مارس 1996 في أولاث في الولايات المتحدة.

## وصلات خارجية
- بريدن سميث على موقع مرجع كرة القدم المحترفة.كوم (الإنجليزية)